# Anti-Fascistisch Front
Het Anti-Fascistisch Front (AFF) is een Vlaamse antifascistische actiegroep.
Het AFF werd in het najaar van 1973 in Antwerpen opgericht na solidariteitsacties met het Chileense volk en hun strijd tegen generaal Augusto Pinochet die op 11 september 1973 een staatsgreep pleegde in Chili waarbij de verkozen socialistische president Salvador Allende werd afgezet. In een beginselverklaring, goedgekeurd op 6 november 1974, verbond het AFF zich ertoe om te strijden "tegen het fascisme als ideologie, en tegen de krachten die het fascisme in zijn geheel of in delen ervan in de samenleving willen invoeren." Het AFF viseerde onder meer de Vlaamse Militanten Orde (VMO), groep die later personeel en verkozenen voor de partij Vlaams Blok/Vlaams Belang leverde.
Bij aanvang was het AFF een front van organisaties zoals van vakbondsjongeren, landencomités, linkse groeperingen enz. Volgens de beginselverklaring van het AFF strijdt het AFF niet enkel tegen het fascisme, de antifascistische strijd is "onlosmakelijk verbonden met de strijd tegen (uitwassen van) het kapitalisme overal ter wereld". Een tweede punt is het streven naar democratische besluitvorming, vrijheid van meningsuiting en verzet tegen alle vormen van discriminatie. Het AFF streed dan ook mee tegen de apartheid in Zuid-Afrika.
Het AFF organiseerde betogingen, informatieavonden, stadswandelingen en concerten. Op 4 december 1982 werd een AFF-betoging gevolgd door een straatgevecht met de VMO.
Begin jaren negentig werd het AFF omgevormd in een ledenorganisatie. Toen het Vlaams Blok op 6 juni 1992 op een studiedag haar 70-puntenplan voorstelde, was een groep AFF'ers ter plaatse om te protesteren. Op 19 november 1992 veroordeelden alle politieke partijen, uitgezonderd het Vlaams Blok, het 70-puntenplan in het Vlaams parlement.
Het AFF lag aan de basis van bredere samenwerkingen zoals "Antwerpen Helemaal Anders" en het "8 Mei Collectief". Het AFF werkte samen met het Franstalige RésistanceS en het Nederlandse KAFKA.
In 2000 verscheen na 19 jaargangen het tweemaandelijks ledenblad AFF-Info/Verzet voor het laatst. Ook de activiteiten van het AFF stopten datzelfde jaar. Onvoldoende verjonging van de medewerkers omdat jongeren andere belangstelling kregen (internet, antiglobalisme...) waren de reden. 
In 2005 verscheen de weblog Anti-Fascistisch Front / Verzet. De blog berichtte bijna dagelijks over extreemrechtse partijen en groeperingen, en over antifascistische acties. Op 4 april 2008 overschreed de blog de kaap van 1.000.000 bezoekers. Vanaf de zomer van 2016 verschijnen er geen nieuwe berichten meer op de blog als gevolg van een dispuut over auteursrechten voor foto's. Webprovider Skynet stopte met het Skynet-blogplatform op 29 juni 2018. 
Op 15 augustus 2019 ging de blog Antifascista Siempre van start (https://affverzet.wordpress.com) in dezelfde spirit als eerdere AFF-publicaties.